# Oberessendorf

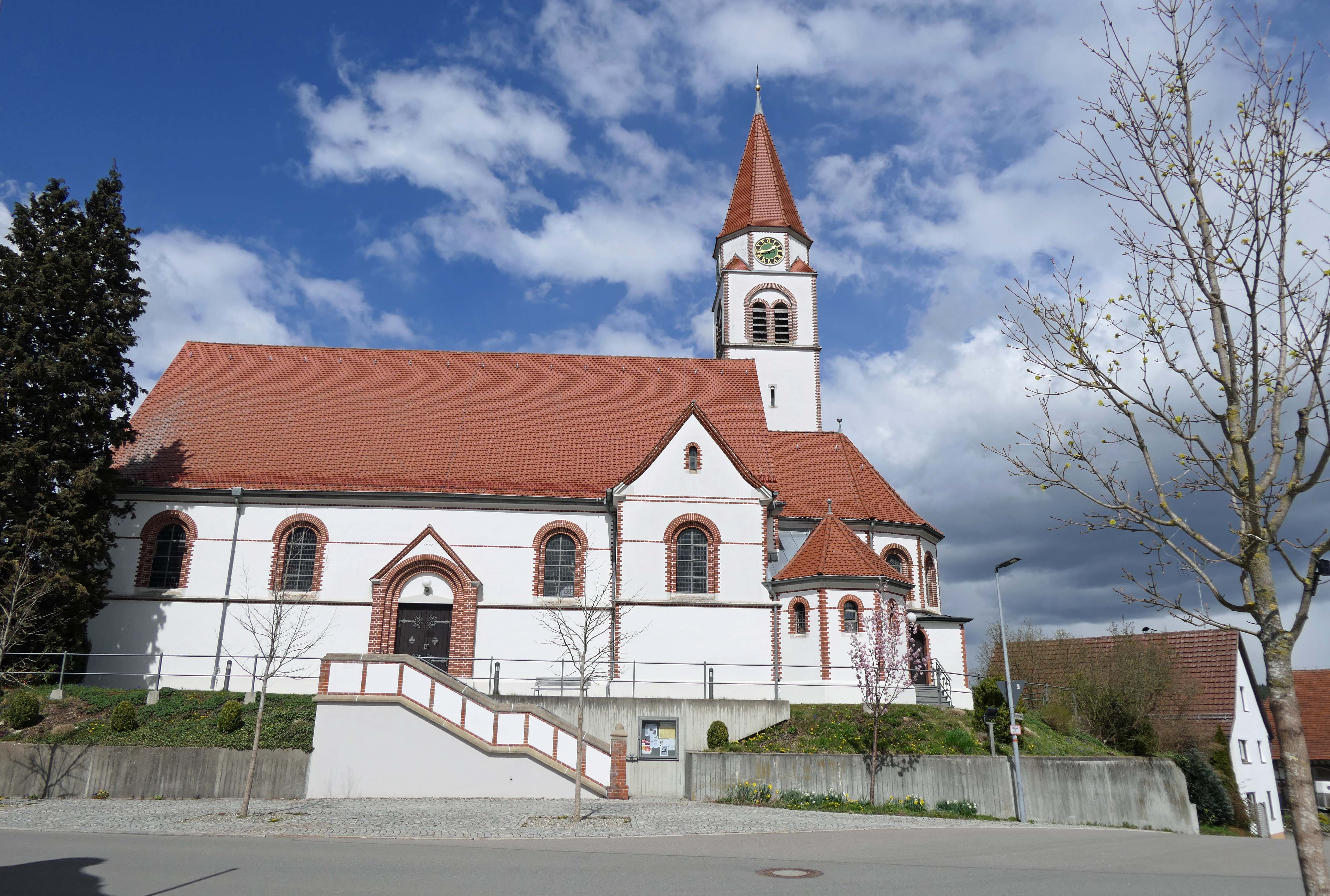
Kirche St. Michael in Oberessendorf

Oberessendorf ist ein Ortsteil von Eberhardzell, einer Gemeinde im Landkreis Biberach in Oberschwaben (Baden-Württemberg). Am 1. Januar 2023 hatte Oberessendorf 810 Einwohner.

## Lage
Oberessendorf liegt an der Bundesstraße 30, die von Ulm im Norden nach Friedrichshafen am Bodensee verläuft, etwa auf halber Strecke. Der Ort befindet sich 9 Kilometer nördlich von Bad Waldsee (ebenfalls an der B 30) und 15 Kilometer südlich von Biberach an der Riß. Oberessendorf liegt südöstlich von Eberhardzell. Im Ort treffen die Bundesstraße 465 und die Bundesstraße 30 aufeinander, wobei die B 465 von hier aus in östlicher Richtung nach Bad Wurzach führt.
Geografisch liegt Oberessendorf auf den Riß-Aitrach-Platten, an der Grenze zum Naturraum Oberschwäbisches Hügelland, der etwa 500 Meter westlich von Oberessendorf beginnt.
Am südlichen Ortsrand fließt der Wellenwiesengraben.
An Oberessendorf führt der Oberschwäbische Jakobsweg vorbei.

## Gliederung
Zum Ortsteil Oberessendorf gehören die Weiler Hetzisweiler und Mittishaus sowie die Einöden Wagenhalden, Heberhaus und Zuben.

## Geschichte
Oberessendorf wurde in den Jahren 797 und 817 als „Essindorf“ erwähnt, wobei der Name auf die Person Esso zurückgeführt wird. Es handelte sich um eine Siedlung der älteren Ausbauzeit. Bereits im Jahr 817 wurden die „beiden Essendorf“ (in duabus Essindorf) genannt. Bis zum Jahr 1824 bildeten die beiden Orte gemeinsam eine Gemeinde, die den Sitz des Ammanns und des Gerichts Essendorf beherbergte. Als Teil der Herrschaft Waldsee kam das Dorf 1331 an Österreich und 1386 an die Truchsessen von Waldburg, die es ab 1454 als mannserbliches Lehen besaßen. Im Jahr 1806 fand die Vereinödung statt, wodurch die Ortsteile Boppers, Geigers, Geiselmann, Heines, Hubers, Krätis, Neuhauser, Schmidtonis, Schneiderbenes, Schneidermartin, Teuses und Venis entstanden. Im gleichen Jahr gelangte Oberessendorf unter württembergische Staatshoheit und gehörte zum Oberamt Waldsee, ab 1938 zum Landkreis Biberach.

## Verkehrsanbindung

### Straße
Oberessendorf profitiert von seiner direkten Anbindung an die Bundesstraße 30 und die Bundesstraße 465. Die B 30 in nördlicher Richtung bietet bei Ulm Anschluss an die Autobahn 8 in Richtung Stuttgart und München. München ist von Oberessendorf aus ebenfalls über die B 465 erreichbar, die bei Leutkirch eine Auffahrt zur Autobahn 96 bietet (Richtung Süden nach Bregenz und Vorarlberg in Österreich, Richtung Norden zum Autobahnkreuz Memmingen und weiter nach München). Am Autobahnkreuz Memmingen besteht zudem Übergang zur Autobahn 7, die in südlicher Richtung über Reutte zum Fernpass in Tirol und in nördlicher Richtung ohne größere Richtungsänderung bis nach Dänemark führt.

### Luftverkehr
Oberessendorf ist gut an mehrere Flughäfen angebunden: München, Memmingen, Stuttgart und Friedrichshafen. Zudem befindet sich in Reute bei Bad Waldsee ein kleiner Flugplatz für private Kleinflugzeuge.

### Bus und Bahn
Die nächstgelegenen Bahnhöfe zu Oberessendorf befinden sich in Bad Schussenried, Bad Wurzach, Bad Waldsee und Biberach an der Riß und sind mit dem Bus oder dem privaten PKW erreichbar.

### Radverkehr
Entlang der Bundesstraße 465 führt von Bad Wurzach kommend ein Radweg. Eine weitere Radwegverbindung besteht nach Biberach an der Riß.

Oberessendorf ist nicht direkt an das Radnetz Baden-Württemberg angeschlossen, die nächsten Zugänge befinden sich bei Mühlhausen, Unteressendorf und Winterstettendorf. 

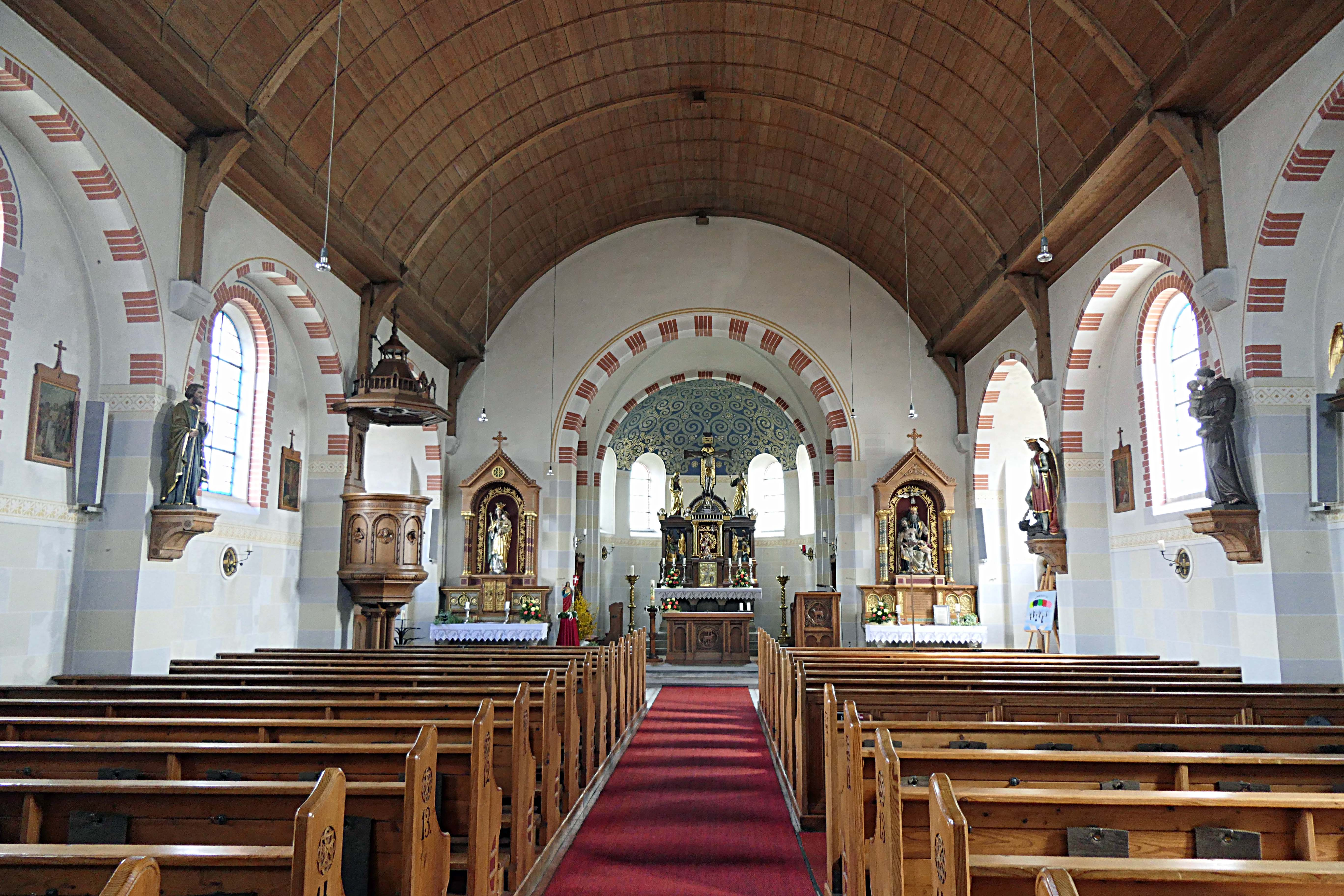
Innenansicht der Kirche St. Michael

## Sehenswürdigkeiten
- Pfarrkirche St. Michael
- Eligiuskapelle

### Wildes Ried
Ein Teil des 26 Hektar großen Hochmoorkomplexes „Wildes Ried“, einem geschützten Biotop, liegt auf der Gemarkung Oberessendorf und lädt mit seinem weitverzweigten Wegenetz zu Erkundungen ein.

### Michelstein
Am westlichen Ortsrand von Oberessendorf, nahe Scharben, befindet sich der Michelstein, eine geologische Formation aus zu Nagelfluh verkittetem Mindelschotter, der als Wallfahrtsort mit einer Quelle, der wundertätige Kräfte zugeschrieben werden, in der Umgebung bekannt ist.

## Infrastruktur und Wirtschaft

### Ansässige Unternehmen
Die Wirtschaftsstruktur Oberessendorfs ist vielfältig geprägt.

#### Agrartechnik
Im Bereich der Agrartechnik ist eine Niederlassung von Claas Württemberg ansässig. Weiterhin sind Zimmermann Stalltechnik, ein Anbieter von Stalltechnik und Stahlbauten, sowie ein Lely Center, spezialisiert auf Melk- und Fütterungssysteme, in Oberessendorf vertreten.

#### Weitere Gewerbe
Die Kretzer Säge- und Spalttechnik GmbH ist ein Fachbetrieb für Holzbearbeitungsmaschinen, während die Mühlschlegel Holzhandelsgesellschaft im Holzhandel tätig ist. Das Unternehmen Torbau Schwaben produziert Tor- und Zaunsysteme. Überregional bekannt ist die Orgelbauwerkstatt Orgelbau Wiedenmann.

#### Sonstige
Für den täglichen Bedarf gibt es einen Edeka-Markt mit Bäckerei. Die Schreinerei Frank Kolb bietet Schreinerarbeiten an und eine Shell-Tankstelle versorgt die Autofahrer.

## Söhne und Töchter des Ortes
- Maria Menz (1903–1996), Dichterin und Schriftstellerin